# Sharehouse Refugio
Koordinaten: 52° 29′ 23,7″ N, 13° 25′ 30,5″ O
Das Sharehaus Refugio, jetzt einfach Refugio ist ein Wohnprojekt in Berlin-Neukölln, in dem meist junge Geflüchtete und Deutsche zusammenleben. Träger des Projektes ist die Berliner Stadtmission. Das Projekt wurde 2015 von Sven Lager und seiner Frau Elke Naters, den Gründern des Sharehauses, und der Berliner Stadtmission gestartet.

## Geschichte
Das Sharehaus Refugio war früher ein Seniorenheim der Berliner Stadtmission.
Sven Lager und Elke Naters gründeten vor dem Sharehaus Refugio schon Sharehaus (damals noch: Sharehouse) South Africa und Sharehaus Kreuzberg. Das Sharehaus Hermanus in Südafrika wurde 2012 eröffnet. Es wurde ein Treffpunkt für Künstler, Musiker und Jugendliche aus verschiedenen Kulturen kamen zusammen. Aber auch ein Obdachloser fand Zuflucht im Sharehaus Hermanus und verließ das Haus als vollwertiger Bestandteil der Gesellschaft. Im 1. Juli 2015 wurde das Sharehaus Refugio eröffnet. Der gemeinnützige Sharehaus-Verein selbst fördert inzwischen auch andere Sharehaus-Gründer und berät Menschen, die Gemeinschaftshäuser planen oder leiten wollen. Außerdem werden weitere Sharehäuser in der Stadt und auf dem Land entwickelt.

## Zusammenleben
Im Haus gibt es insgesamt 33 Zimmer, die zur Hälfte an Geflüchtete und zur Hälfte an Einheimische vergeben werden. Es ist kein Heim, sondern bietet privaten Wohnraum wie in einer großen Studenten-WG. Die Wohnzeit wurde zunächst für alle Bewohner auf 18 Monate beschränkt, die Verträge einiger Bewohner jedoch darüber hinaus verlängert. Zu den Voraussetzungen im Haus wohnen zu können gehört sich aktiv in die Gemeinschaft mit einbringen zu wollen. Gerade deswegen gibt es auch einen Auswahlprozess für neue Bewohner. Die Bewohner kochen zusammen in Gemeinschaftsküchen, haben jedoch private Zimmer und Bäder. Sprache im Haus ist Deutsch. Unter den Herkunftsländern der Bewohner sind Irak, Afghanistan, Türkei, Syrien, Eritrea, Bosnien und Palästina.
Regelmäßig werden am Freitagabend Hausessen veranstaltet, in dem die Bewohner sich treffen. Workshops über Werte wurden entwickelt und gehalten. Im Erdgeschoss des Hauses befindet sich eine Kapelle, in der Bewohner regelmäßig beten können. Da die Berliner Stadtmission der Träger des Hauses ist, sind viele der einheimischen Bewohner Christen. Sonntags um 17:15 h feiert das Kreuzbergprojekt, eine junge Kirche, einen modernen Gottesdienst mit Lobpreis im Refugio-Saal. Dienstags veranstaltet das Kreuzbergprojekt eine Morgenandacht um 08:30 h am gleichen Ort.
Das Sharehaus ist auch für die Öffentlichkeit zugänglich. Zum Beispiel befindet sich im Erdgeschoss ein öffentliches Café. Es werden aber auch vom Haus aus Veranstaltungen für die Öffentlichkeit organisiert. Dazu gehören zum Beispiel syrische Tanzabende oder Sprachcafés.

## Hausstruktur

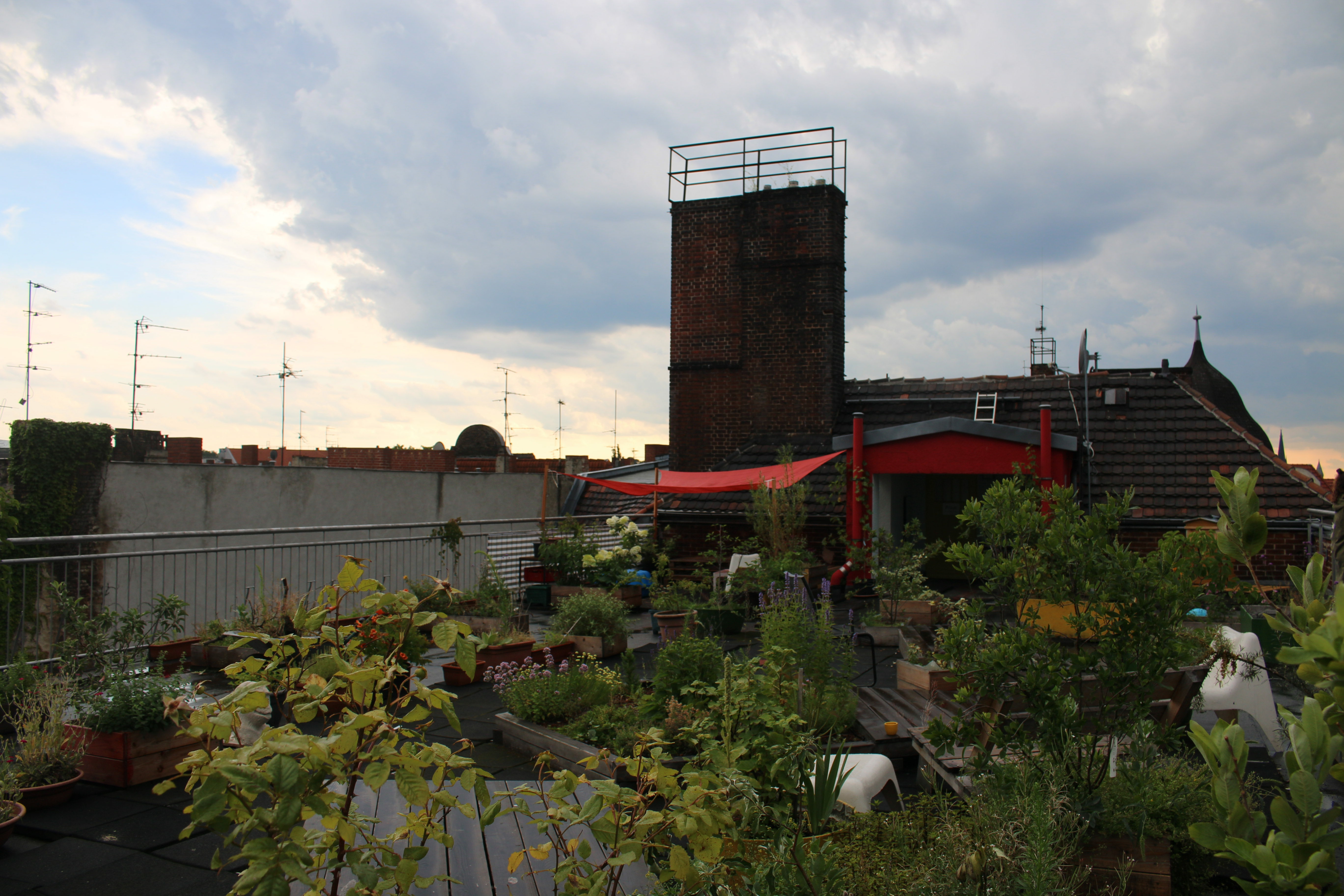
Dachterrasse des Sharehouse Refugio

Das Haus selbst hat fünf Etagen. Im Erdgeschoss befindet sich ein öffentlich zugängliches Café. Außerdem eine große Halle, in der Konferenzen veranstaltet werden können, die zum Tanzsaal umgebaut werden kann oder in der Gottesdienste gehalten werden können. Außerdem auch ein Gebetsraum. Außerdem haben die Organisationen querstadtein und Givetsomethingbacktoberlin ihre Büros im Erdgeschoss. Das Haus arbeitet darüber hinaus auch mit den Initiativen Rückenwind, in der kaputte Fahrräder für Geflüchtete fahrtüchtig gemacht werden, oder mit überdentellerrand, um gemeinsam den Dachgarten des Hauses zu gestalten oder andere Gärtnereiprojekte durchführen.
Im ersten und zweiten Stock befinden sich Ateliers von Künstlern und Werkstätten. Im dritten Stock befindet sich das Büro des Kreuzbergprojektes.
Die restlichen Stockwerke sind an Bewohner vermietet. Im Keller befinden sich Proberäume für Musiker.
Im sechsten Stock befindet sich ein Pavilion und eine Dachterrasse, die angemietet werden können, aber auch als Treffpunkt für die Bewohner dienen. Das Haus wurde auch als modernes Stadtkloster konzipiert, inspiriert von Dietrich Bonhoeffers Vision, in der Glaube nicht zurückgezogen, sondern mit anderen gelebt wird. Der Ort bietet Stille und Ruhe und es werden manchmal Exerzitien, Meditationen, Achtsamkeitsübungen und Seminare angeboten. Es gibt auch ein Pilgerzimmer für Besucher.

## Finanzierung
Das Projekt finanziert sich über die Mittel der Berliner Stadtmission als Träger. Außerdem verdient das Haus Geld durch die Vermietung von Pavillon, Dachterrasse und Konferenzhalle. Der Wohnbereich ist durch die Mieten finanziert. Es wird langfristig geplant, dass die Bewohner selbst Ideen entwickeln, mit denen das Haus mitfinanziert werden kann. Es soll Co-Working entwickelt, Werkstätten sollen geplant und gemeinsam soziale Unternehmen entwickelt und Netzwerke mit befreundeten Initiativen ausgebaut werden.